# Un cuento de Navidad (Doctor Who)
Un villancico (A Christmas Carol) es un episodio especial de la serie británica de ciencia ficción Doctor Who. Se trata del ya tradicional especial de Navidad de la serie, emitido el 25 de diciembre de 2010.

## Argumento
Los recién casados Amy Pond y Rory Williams están atrapados en un crucero espacial que está a punto de estrellarse y que ha quedado atrapado en un extraño círculo de nubes. Llaman al Undécimo Doctor, que aterriza en el planeta debajo y conoce al avaro Kazran Sardick, un hombre que controla la nube, pero que se niega a ayudar. Inspirado por Villancico de Charles Dickens, el Doctor utiliza los viajes en el tiempo para reescribir la infancia y juventud de Kazran y hacerle más amable, para que así salve a la nave.

### Continuidad
Hay varios guiños en este serial al pasado de la serie. Amy Pond lleva el disfraz de mujer policía de cuando trabajaba de besadora en En el último momento, y Rory lleva un traje de centurión romano como el que llevó en La Pandórica se abre y El Big Bang. En uno de los muchos encuentros que el Doctor y Kazran pasan con Abigail, aparecen llevando largas bufandas, el accesorio icónico del Cuarto Doctor. También llevan feces, como el que llevó el Doctor en El Big Bang.  Los controles de Kazran son "isomórficos", lo que significa que solo él puede usarlos. En Pyramids of Mars (1975), se dice que los controles de la TARDIS también son isomórficos.

## Producción
El escritor Steven Moffat, productor ejecutivo de la serie, quería que el especial fuera "de auténtica Navidad", porque el anterior especial navideño, El fin del tiempo, había sido mucho más oscuro de lo habitual al mostrar la escena de la regeneración del Décimo Doctor (David Tennant). Dijo que "nunca había estado tan emocionado al escribir algo. Me reía como un maníaco mientras escribía los villancicos en abril". Moffat dijo que Un Villancico fue "probablemente su historia favorita de Navidad" y que se debía a Doctor Who, al haber aspectos similares a los viajes en el tiempo en la historia. También dijo que el Doctor basó su reforma de Kazran intencionadamente en la historia de Dickens. La idea del tiburón volador se basó en el terror infantil de Moffat a los tiburones, cuando llegó a nadar fuera del agua.
Moffat notó que Kazran era muy diferente a otros villanos de Doctor Who, ya que no era del todo "malvado", sino que era un personaje "dañado". El Doctor reconoce esto cuando Kazran muestra que no es capaz de pegar a un niño pequeño, porque le recuerda a cuando su padre le pegaba a él. Esto le permitió al Doctor querer cambiar su pasado y "descongelar" su alma.

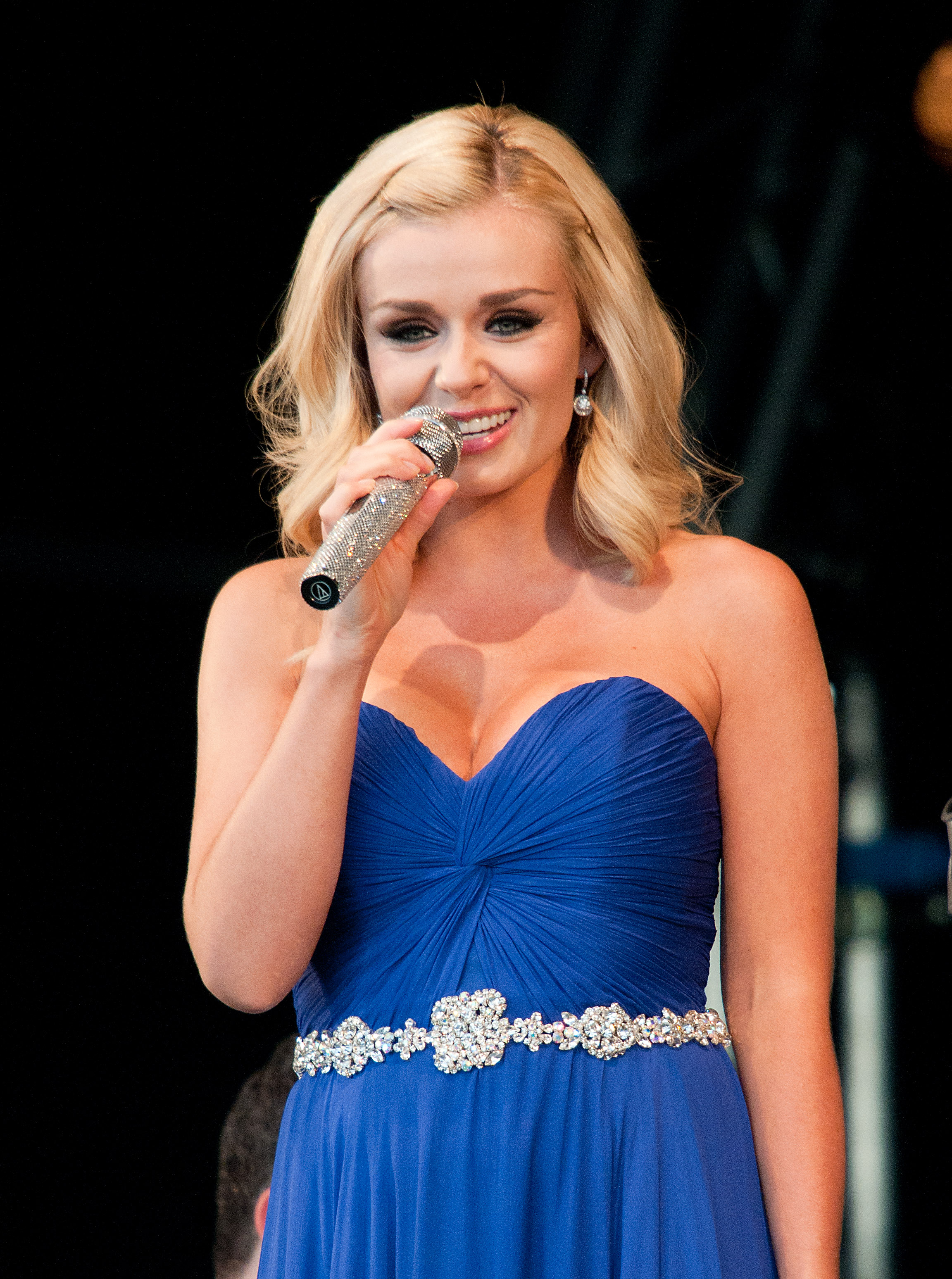
La cantante galesa Katherine Jenkins hizo en este episodio su debut como actriz.

Para el papel de Kazran se escogió al reconocido actor británico Michael Gambon. Andy Pryor, director de casting, no pensó que Gambon estuviera disponible, y se sorprendió cuando aceptó el papel. Smith, Gillan y Darvill sintieron un gran honor de trabajar con él. Moffat dijo, "Michael Gambon es un actor tan distinguido como puedo imaginar, y el hecho de que fue Dumbledore significa que ya es conocido para millones de niños".
El episodio supuso el debut como actriz de la cantante galesa Katherine Jenkins. Poco después de su 30 cumpleaños en junio de 2010, le pidieron hacer el papel, y ella aceptó. Moffat no sabía que Jenkins no tenía ninguna experiencia como actriz. Al principio a ella no le interesaba la interpretación, pero pensó que "le gustaría intentar" Doctor Who, al ser "un programa tan icónico". La productora Sanne Wohlenberg pensó que Jenkis "encajaba como un guante" en el papel. Aunque estaba nerviosa, encontró que el equipo de Doctor Who "la animó y apoyó" y creyó que volvería a interpretar "si el trabajo ideal llegaba".
En el episodio aparece una canción original especialmente escrita para Jenkins, titulada Abigail's Song. En el guion se especificó que la canción era única y específica de Doctor Who, y Murray Gold fue el encargado de escribirla. Jenkins grabó una maqueta y cantó la canción mientras rodaban la escena, ya que pensó que parecería más natural. Después, grabó la versión definitiva con un nuevo arreglo de la Orquesta Nacional de Gales.

## Emisión y recepción
En las mediciones nocturnas de audiencia, Un villancico empató con Come Fly with Me como el segundo programa más visto del día de Navidad en el Reino Unido, por detrás de EastEnders, y con una audiencia media de 10,3 millones de espectadores y picos de 10,7 millones. Las mediciones definitivas en BBC One fueron de 12,11 millones de espectadores, siendo el cuarto episodio más visto de toda la serie moderna, solo superado por los especiales anteriores El viaje de los condenados (13,31 millones en 2007), El siguiente Doctor (13,10 millones en 2008), y la segunda parte de El fin del tiempo (12,27 millones en enero de 2010). Fue el tercer programa con mayor audiencia de toda la semana en todos los canales británicos. La puntuación de apreciación fue de 83.
La crítica fue generalmente positiva. Dan Martin de The Guardian describió el episodio como un "suntuoso triunfo". Simon Brew de Den of Geek aplaudó a Moffat por "no tomar el camino fácil" con la adaptación, diciendo que fue "realmente loca, indudablemente festiva, y trata la fuente de Dickens con respeto". Sin embargo, también se preguntó si los niños pequeños "habrían disfrutado Un villancico tanto como los adultos". Keith Phipps de The A.V. Club le dio al especial un sobresaliente bajo, nombrándolo el "mejor especial navideño de Doctor Who" que había visto. Alabó a Gambon, Smith y los dos actores que interpretaban al joven Kazran, y pensó que Gillan "hicieron lo mejor que pudieron con lo que tenían", aunque comentó que "Katherine Jenkins es más una presencia etérea con una voz preciosa... que una actriz".
Dave Golder de SFX le dio al episodio 4,5 estrellas sobre 5, explicando que, aunque había momentos "que rechinaban", fue "el especial de Navidad más adulto que hemos tenido, con algunas técnicas de narración complejas, una narración que hacen fluir los personajes, y algunos conceptos para hacer pensar a la mente". Alabó el debut de Jenkins y a Smith, a quien describió como "una fuerza de la naturaleza desatada en pantalla". Cindy White de IGN le dio al episodio un 8 sobre 10, describiéndolo como una "remezcla inteligente" de Un villancico, y alabando a Smith, Gambon y Jenkins. Brad Trechack, de TV Squad, alabó la "historia expertamente tejida" de Moffat. Rick Marshall de MTV lo calificó como "fácilmente uno de los mejores episodios de la era moderna... lleno con las cantidades justas de humor, drama, sustos y reverencia sentimental a la historia clásica que inspiró la narración".
Sam McPherson de Zap2it dijo que "disfruto de Un villancico más de lo que casi he disfrutado ningún otro especial desde el regreso de la serie en 2005", pero pensó que "algunas partes eran completamente tontas, y otras absolutamente incoherentes" por el ritmo frenético. Aunque consideró a Amy y Rory "criminalmente infrautilizados", fueron responsables de "grandes carcajadas" y dejaron al Doctor que fuera "la delicia del episodio". Chris Harvey del Daily Telegraph fue menos entusiasta con el episodio, diciendo que "empezó bien", pero que "para cuando ella empezó a cantar al tiburón, ya había tenido bastante", aunque pensó que "No es realmente para viejos cascarrabias como yo, que nos gustó mucho más el avaro Kazran Sardick de Michael Cambon cuando al principio despreciaba y gruñía a todos, que cuando se le había ablandado el corazón al final".
Un villancico fue nominado al premio Hugo 2011 a la mejor presentación dramática en forma corta, pero perdió contra los episodios precedentes del final de la quinta temporada, La Pandórica se abre/El Big Bang.

## Publicaciones comerciales
Un villancico se publicó en DVD y Blu-Ray en solitario el 24 de enero de 2011. Contenía el episodio acompañante de Doctor Who Confidential, así como una versión recortada del Doctor Who Prom 2010. Después se publicó en la compilación en DVD de la sexta temporada el 21 de noviembre de 2011.